# Psomocolax katani
Psomocolax katani är en fjärilsart som beskrevs av Das 1956. Psomocolax katani ingår i släktet Psomocolax och familjen säckspinnare. Inga underarter finns listade.